# Conjunt del carrer Sant Antoni (Cubelles)
El Carrer de Sant Antoni és un vial situat a la part oriental del nucli de Cubelles (al Garraf) protegit com a bé cultural d'interès local. El Carrer de Sant Antoni era originalment el camí d'entrada a la vila per la carretera vella de Vilanova. A més de la capella de Sant Antoni del segle xvii, l'edifici més remarcable d'aquest carrer és Can Travé, que ocupa una extensió de façana considerable.
Carrer format per cases entre mitgeres de planta baixa i un pis. Llenguatge popular convivint amb llenguatges historicistes. La majoria dels edificis tenen portal d'entrada format per un arc rebaixat, i finestres laterals amb reixat. Els pisos tenen balcó de ferro. Al costat hi ha una font adossada a una paret, al punt on comença el carrer. Hi ha la capella de Sant Antoni al mig, que dona al carrer.